# Puente Henry Hudson
El puente Henry Hudson es un puente de peaje con arco de acero que cruza el arroyo Spuyten Duyvil al norte de la isla de Manhattan en la ciudad de Nueva York (Estados Unidos). Conecta Spuyten Duyvil en el Bronx con Inwood en Manhattan al sur, a través de Henry Hudson Parkway (NY 9A). En el lado de Manhattan, la avenida se adentra en Inwood Hill Park. Los vehículos comerciales no están permitidos en este puente ni en la avenida en general.
El puente es operado por MTA Bridges and Tunnels, una agencia afiliada de la Autoridad de Transporte Metropolitano (MTA).

## Diseño

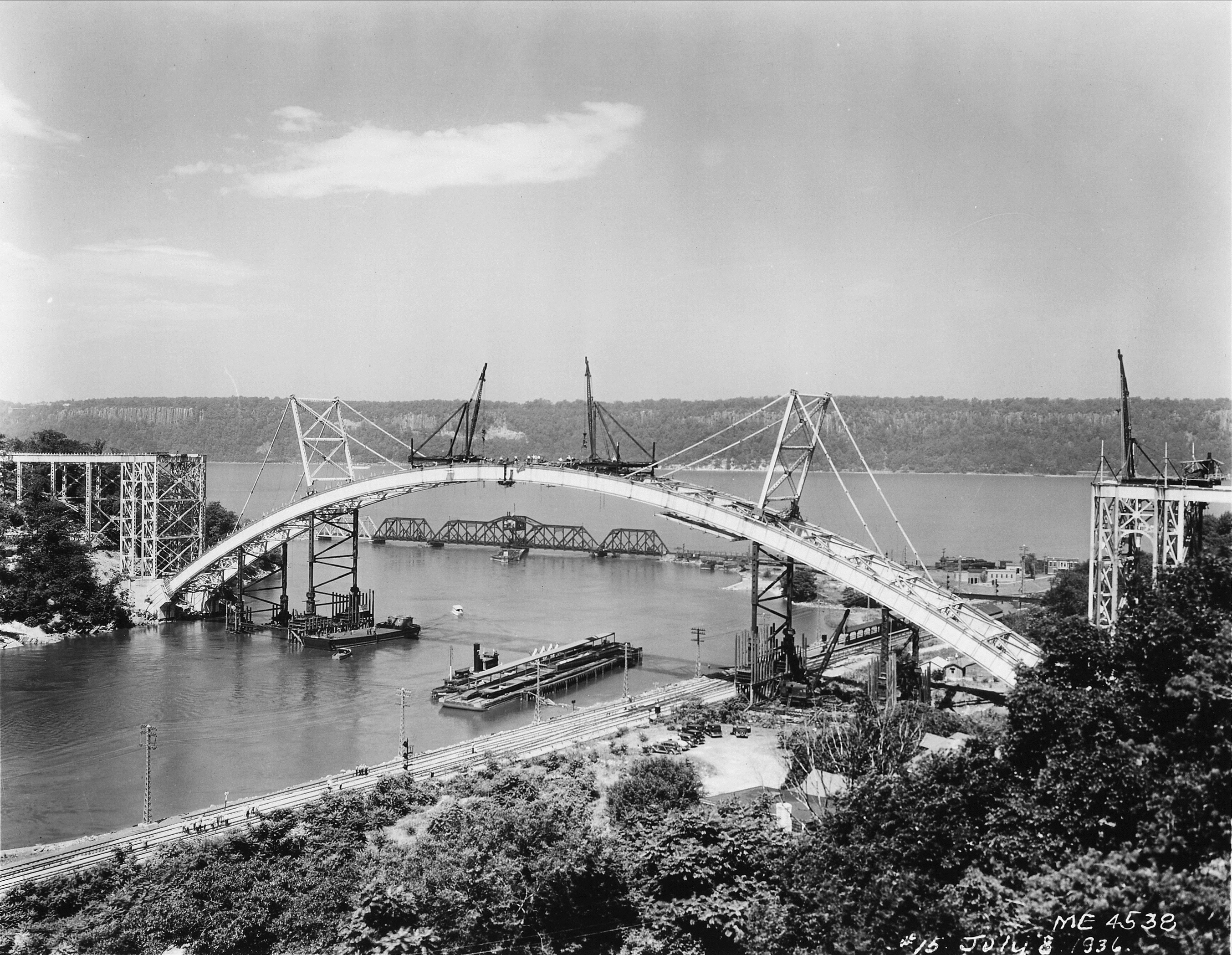
El puente en construcción en 1936

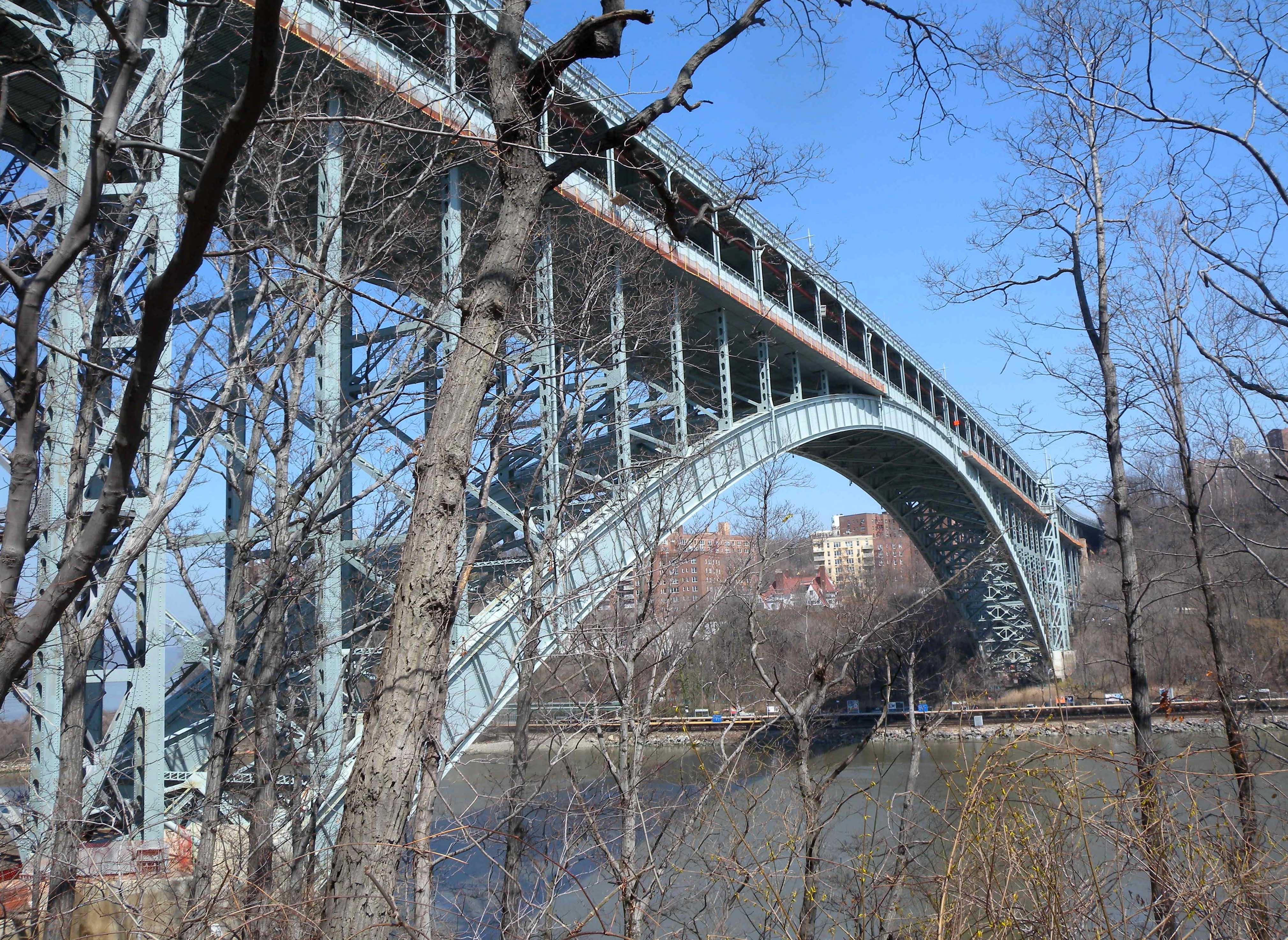
Una vista de primer plano del puente desde el lado de Manhattan

El puente fue diseñado por David B. Steinman, basándose en su tesis en ingeniería civil en la Universidad de Columbia. Nombrado para conmemorar el viaje de Henry Hudson en el Half Moon, que ancló cerca del sitio en 1609, era el arco de vigas de placas y el puente de arco fijo más largo del mundo cuando se inauguró en 1936.
El puente tiene dos niveles de calzada que llevan un total de siete carriles de tráfico y una pasarela peatonal y se extiende por el arroyo Spuyten Duyvil justo al este de donde ese estrecho mareal se encuentra con el río Hudson. El puente es parte de Henry Hudson Parkway, ruta 9A del estado de Nueva York. Hacia el oeste, a 1,5 m sobre el nivel del agua, se encuentra el puente Spuyten Duyvil, que es utilizado por los trenes de Amtrak hacia Albany y otros puntos del norte. La estación Spuyten Duyvil del Ferrocarril Metro–North está debajo del puente Henry Hudson en el lado del Bronx.

## Historia
Se propuso un puente en este lugar ya en 1906, pero los residentes de Spuyten Duyvil y otros grupos cívicos se opusieron al puente, argumentando que destruiría el bosque virgen de Inwood Hill Park y provocaría congestión de tráfico en las comunidades del Bronx. Robert Moses prefirió la ruta a lo largo del río Hudson porque pudo recibir el terreno para construir Henry Hudson Parkway sin costo alguno y utilizó mano de obra federal para construir la avenida. La construcción del puente ayudó a abrir el vecindario de Riverdale al desarrollo.
La estructura original de un solo piso fue construida para Henry Hudson Parkway Authority por American Bridge Company a un costo de 4,949 millones de dólares y se inauguró el 12 de diciembre de 1936. El nivel superior del puente fue diseñado para agregarse en una fecha posterior y se abrió al tráfico el 7 de mayo de 1938. La segunda plataforma se agregó a un costo adicional de alrededor de 2 millones de dólares, luego de que los ingresos por peaje permitieran su construcción.
Un proyecto de rehabilitación comenzó en 2000 y fue llevado a cabo por Steinman, Boynton, Gronquist and Birdsall, sucesora de la firma de David B. Steinman. Las reparaciones se llevaron a cabo de forma casi continua durante al menos una década, a un costo de 160 millones de dólares. El puente fue renovado desde finales de 2017 hasta finales de 2020. El proyecto de 86 millones de dólares reemplazó los últimos remanentes de los pisos superior e inferior originales, reabrió el sendero para peatones y ciclistas, eliminó la caseta de peaje del nivel inferior, mejoró la iluminación de las carreteras y realizó mejoras antisísmicas.

## Peajes
A partir del 11 de abril de 2021, los conductores pagan 7.50 dólares por automóvil o 4.28 por motocicleta por peajes por correo/pase EZ que no sea NYCSC. Los usuarios de E-ZPass con transpondedores emitidos por el Centro de Servicio al Cliente de E ZPass de Nueva York pagan 3 dólares por automóvil o 2.05 por motocicleta. Los usuarios de nivel medio pagan 4.62 dólares por automóvil o 3.17 por motocicleta.
El peaje original era de 10 centavos. En enero de 2010, la MTA anunció que planeaba implementar un programa piloto en el puente Henry Hudson para eliminar gradualmente las cabinas de peaje y utilizar el cobro electrónico. Este se puso en marcha el 20 de enero de 2011. Los conductores sin E-ZPass reciben una factura por correo. El nuevo sistema de peaje se implementó oficialmente el 10 de noviembre de 2012 y desde entonces se instaló en los nueve cruces de la MTA.

El 20 de noviembre de 2016 se desmantelaron las cabinas de peaje, ya que los conductores ya no podían pagar en efectivo en el puente. En su lugar, las cámaras y los lectores de E-ZPass están montados en nuevos pórticos elevados cerca de donde estaban ubicadas las cabinas. A un vehículo sin E-ZPass se le toma una fotografía de su matrícula y se le envía por correo una factura por el peaje a su propietario. En cuanto a los usuarios de E-ZPass, los sensores detectan sus transpondedores de forma inalámbrica.